# Andrzej Prószyński
Andrzej Prószyński (ur. 28 lutego 1948 w Pucku) – polski matematyk dr hab., profesor uczelni Instytutu Matematyki Uniwersytetu Kazimierza Wielkiego w Bydgoszczy.

## Życiorys
Obronił pracę doktorską, następnie uzyskał stopień doktora habilitowanego. Objął funkcję profesora nadzwyczajnego w Instytucie Matematyki na Wydziale Matematyki, Fizyki i Techniki Uniwersytetu Kazimierza Wielkiego.
Był zastępcą dyrektora oraz dyrektorem w Instytucie Matematyki i dziekanem na Wydziale Matematyki, Fizyki i Techniki Uniwersytetu Kazimierza Wielkiego.
Piastuje stanowisko profesora uczelni Instytutu Matematyki Uniwersytetu Kazimierza Wielkiego w Bydgoszczy.